# Mansión de Beļava
La Mansión de Beļava (en letón: Beļavas muižas pils) es una casa señorial en la parroquia de Beļava, municipio de Gulbene, en la región histórica de Vidzeme, en el norte de Letonia.

## Historia
Fue construida en torno a 1760 en estilo barroco. El actual edificio alberga la escuela primaria de Krišjānis Valdemārs.